# 埃科勒-瓦朗坦站
埃科勒-瓦朗坦站是法国的一个铁路车站，位于法国杜省埃科勒-瓦朗坦市镇范围内。

## 位置
埃科勒-瓦朗坦站位于埃科勒-瓦朗坦南部。车站大致呈东西走向，开口朝南。

## 车站历史
埃科勒-瓦朗坦站最初建于1872年，和贝桑松－沃苏勒铁路同时建成使用。
1959年，随着贝桑松-沃苏勒铁路的关闭，埃科勒-瓦朗坦也随之停止办理业务。
2001年，法国高速铁路莱茵河-罗讷河线在贝桑松境内的走向最终敲定：主线经过贝桑松市区北部，利用原有的贝桑松－沃苏勒铁路当中的一小部分作为联络线连接贝桑松市区。2011年12月，这段铁路通车。
2013年，为方便贝桑松市区北部的通勤人员，埃科勒-瓦朗坦站重新开辟，并于同年9月投入运营。

## 车站现状
埃科勒-瓦朗坦站是一个乘降所。站内有人行天桥，并设有无障碍升降梯。但埃科勒-瓦朗坦没有售票窗口及设施，乘客需上车购票或使用通勤卡。
改造后作为高铁联络线的贝桑松－沃苏勒铁路为单线电气化铁路，而埃科勒-瓦朗坦站内则有两根车道，因此该站也可作为一个会让车站。

## 停靠线路
以下列车线路在埃科勒-瓦朗坦站停靠：
| 埃科勒-瓦朗坦站列车线路表 |      |           |              |              |
| 线路                      | 车种 | 上一站    | 下一站       | 大致运行频率 |
| 贝桑松TGV—贝桑松维约特    | TGV  | 贝桑松TGV | 贝桑松维约特 | 每天8趟左右  |
| 1.                        |      |           |              |              |

## 配套交通

### 大巴车
埃科勒-瓦朗坦站对应的大巴车上下车地点位于车站前方的空地上。当某条铁路线施工或罢工时，SNCF也会提供途径该线路沿途站点的大巴车。

### 市内交通
埃科勒-瓦朗坦站对应的公交车站名称为"Gare"，停靠该站的公交线路包括贝桑松公交66路。
此外，埃科勒-瓦朗坦站附近有配套的自行车和机动车停放点。

## 临近车站
| 埃科勒-瓦朗坦站（Gare d'École-Valentin）                                          |                    |                |
| 上行车站                                                                          | 线路               | 下行车站       |
| 贝尔福-蒙贝利亚TGV站←（联络线）↖ （沃苏勒方向）←（正线）← 贝桑松TGV站←（联络线）↙ | 贝桑松－沃苏勒铁路 | 贝桑松维约特站 |
| - 注：划线为已关闭的车站或线路                                                    |                    |                |